# Baby Rose
『Baby Rose』（ベイビー・ローズ）は、近藤真彦21作目のシングル。
1986年9月10日発売された。発売元はCBS・ソニー。

## 解説
近藤初のカバー曲シングル。元々は織田哲郎が自身のアルバム「NIGHT WAVES」（1985年）に収録した楽曲。
近藤から織田へ「ライブで歌いたい」と打診し織田が快諾、発売に至った。
楽曲制作では織田が全面協力、原曲と同じく織田が編曲・コーラス参加。
本曲発売当時、TBSテレビ深夜音楽番組で織田と一度きりの競演を果たす。
近藤のロゴマーク「MK」入りの特製ペーパースリーブ仕様。
1989年3月21日CBSソニー創立20周年「Platinum Single SERIES」の一枚としてカップリングを『青春』に差し替えた8cmCDが発売。
2006年1月1日に発売された、歌手デビュー25周年記念商品『マッチ箱 〜25th Anniversary Complete Singles Edition〜』に、B面曲を含めてマキシシングル・サイズで復刻された。CD-BOXのみで、個別販売はしていない。ほか、2007年2月7日に発売されたベスト・アルバム『MATCHY★BEST II』に、デジタル・マスタリングが施された高音質で収録された。
2007年のバレンタインデーに日本武道館で行われたライヴを収録したDVD「近藤真彦 '07 Valentine's Day in 武道館」（2007.5.9）に、歌唱シーンが収録されている。

## 収録曲
1. Baby Rose
作詞・作曲・編曲：織田哲郎
2. 愛を抱きしめて
作詞・作曲：都志見隆／編曲：大谷和夫

## 関連人物
- 織田哲郎